# Парламент Японии
Парламент Японии (яп. 国会 коккай) — высший орган государственной власти в Японии и единственный в государстве законодательный орган. Делится на две палаты, нижняя палата — Палата представителей и верхняя — Палата советников Японии. Обе палаты избираются на всеобщих выборах методом параллельного голосования. Также отвечает за выборы премьер-министра.
Впервые парламент был созван в 1889 году в результате принятия конституции Мэйдзи. В 1947 году, после принятия современной японской конституции, парламент стал высшим органом государственной власти и приобрёл свой современный вид.

## Структура
Японский парламент состоит из двух палат — палаты представителей (нижняя палата) и палаты советников (верхняя палата). Они независимы друг от друга и равноправны. Палаты парламента избираются методом параллельного голосования. Это означает, что вакантные места в парламенте делятся на две группы, которые избираются разными методами. Основные различия между палатами — это размеры и методы выборов. Избирателя просят отдать два голоса: первый за определённого кандидата от избирательного округа, второй за определённую партию. Любой гражданин Японии, достигший 18 лет, может участвовать в выборах.
- Палата представителей: состоит из 475 депутатов, избираемых на 4 года. Возрастной ценз — 25 лет. 295 депутатов избираются по мажоритарной избирательной системе от избирательных округов. 180 депутатов избираются по партийным спискам методом пропорционального представительства.
- Палата советников состоит из 242 депутатов, избираемых на 6 лет. Возрастной ценз — 30 лет. 146 депутатов избираются по системе единственного непередаваемого голосования. 96 депутатов избираются от общенациональных округов по партийным спискам посредством пропорционального представительства

Конституция Японии не уточняет число членов каждой палаты, избирательную систему, или необходимую квалификацию тех, кто может избираться в парламент, что позволило определять всё это через законы. Единственное что чётко определяет конституция, это то, что избирательные законы не должны быть дискриминационными по расе, вероисповеданию, полу, социальному статусу, семейному происхождению, образованию, имущественному положению или доходам.
Обычно выборы членов парламента регулируется уставом, принятым парламентом. Поскольку Либерально-демократическая партия, — партия, которая управляла Японией на протяжении практически всей послевоенной истории, — получает большую часть своей поддержки в сельских регионах, сельские регионы имеют большее представительство в парламенте, чем городские регионы.

## История
Первым законодательным органом Японии, существовавшим с 1889 года по 1947 год, был Имперский парламент  (яп. 帝國議會 Тэйкоку-гикай, современными иероглифами — 帝国議会) учреждённый конституцией Мэйдзи. Конституция была принята 11 февраля 1889 года, первая сессия парламента прошла 29 ноября 1890 года, когда конституция вступила в силу. Парламент состоял из Палаты представителей и Палаты пэров (яп. 貴族院 кидзокуин). Палата представителей избиралась на ограниченных выборах. Только в 1927 году Палата представителей была избрана на голосовании, в котором могло принимать участие всё взрослое мужское население страны. Это произошло после принятия закона о выборах в 1925 году. Палата пэров состояла из членов императорской семьи, знати и других людей, назначенных императором.

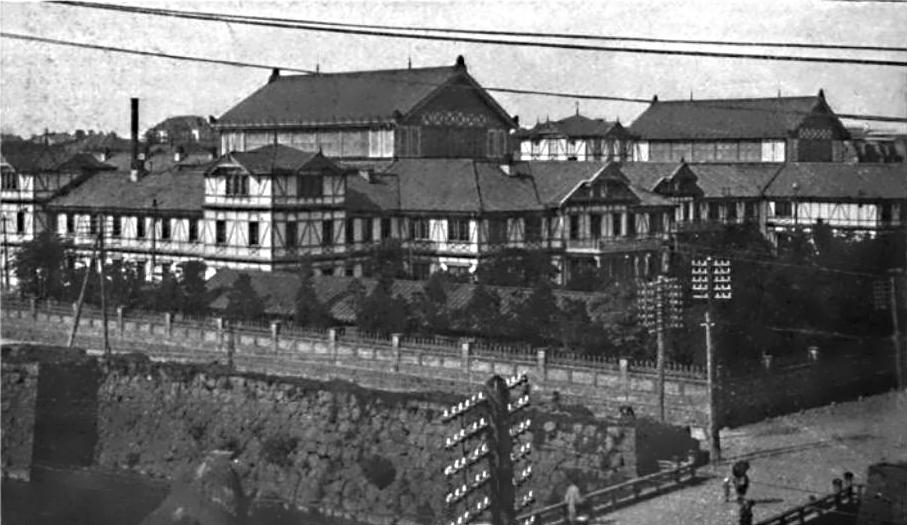
Здание парламента в 1905 году.

Конституция Мэйдзи была в значительной степени основана на прусской, и новый парламент был копией немецкого рейхстага и, отчасти, британской вестминстерской системы. Также, конституция Мэйдзи, в отличие от современной японской конституции, гарантировала реальную политическую роль императору, несмотря на то, что его решения обычно основывались на рекомендациях неофициальных императорских советников, называемых гэнро (яп. 元老 гэнро:).
Чтобы вступить в силу, законопроект должен был быть одобрен обеими палатами парламента и императором. Это означало, что в то время император уже не мог издавать законы собственным указом, но всё ещё имел право вето. Также император имел полную свободу при назначении премьер-министра и его кабинета, поэтому премьер-министр мог быть выбран не из парламента и мог не пользоваться парламентской поддержкой. Имперский парламент также обладал ограниченным контролем над государственным бюджетом. Хотя парламент мог наложить вето на проект бюджета, но если бюджет не был принят, то продолжал действовать бюджет предыдущего года.
Послевоенная конституция Японии, принятая в 1947 году, создавала более демократическую систему, а также переименовывала высший законодательный орган страны в Национальный парламент. Согласно новой конституции право голоса впервые получали женщины, а Палата пэров была заменена Палатой советников. Императору отводилась его нынешняя, чисто символическая роль. Парламент провозглашался «высшим органом государственной власти и единственным законодательным органом государства». Выборы проходили по системе единственного непередаваемого голосования.
Система пропорционального представительства в палате советников, введённая в 1982 году, была первой крупной реформой избирательной системы в рамках послевоенной конституции. Вместо того чтобы на национальных избирательных округах выбирать кого-либо персонально, как это было раньше, избиратели голосовали за баллотировавшиеся партии. Советники, официально перечисленные партиями до выборов, избираются на основе соотношения сторон на национальных выборах. Эта система была введена для сокращения чрезмерных затрат, потраченных кандидатами на национальных округах. Однако критики утверждали что система выгодна только двум крупнейшим партиям, ЛДП и Социалистической партии Японии которые, по сути, являлись авторами реформы.